# Batalla de Cannas
La batalla de Cannas (o Cannæ) tuvo lugar el 2 de agosto del año 216 a. C. entre el ejército púnico, comandado por Aníbal Barca, y las tropas romanas, dirigidas por los cónsules Cayo Terencio Varrón y Lucio Emilio Paulo, en el marco de la segunda guerra púnica.
Desarrollada en la ciudad de Cannas, en Apulia, al sudeste de Italia, la batalla terminó con la victoria del ejército cartaginés, a pesar de la acusada inferioridad numérica de éstos. Tras la misma, Capua y varias otras ciudades Estado italianas abandonaron el bando de la 
República romana.
Aunque la batalla no supuso la victoria final cartaginesa en la segunda guerra púnica, se la recuerda como uno de los más grandes eventos de táctica militar en la historia, y la más grande derrota de la historia de Roma hasta ese momento, ya que en el futuro otros desastres la superarían (como la batalla de Arausio).
Tras recuperarse de las pérdidas de las anteriores batallas y, en concreto, de la batalla del Trebia (218 a. C.) y la batalla del Lago Trasimeno (217 a. C.), los romanos decidieron enfrentarse a Aníbal en Cannas con aproximadamente 90 000 soldados romanos y aliados. Con su ala derecha desplegada cerca del río Aufidus (hoy llamado río Ofanto), los romanos colocaron a su caballería en los flancos y agruparon su infantería pesada en el centro, en una formación con mayor profundidad de lo normal.
Para contrarrestar ese plan, Aníbal utilizó una táctica de tenaza: tras colocar a la infantería, en la que confiaba menos, en el centro, con los flancos compuestos de caballería cartaginesa, sus líneas fueron adoptando una forma de luna creciente, haciendo avanzar a sus tropas veteranas de los laterales.
En el momento álgido de la batalla, las tropas cartaginesas del centro de la formación se retiraron ante el avance de los romanos y, al avanzar estos, se encontraron sin darse cuenta dentro de un largo arco de enemigos que les rodeaban. Atacados desde todos los flancos y sin vía de escape, el ejército romano fue destruido. Se estima que entre 60 000 y 70 000 romanos murieron o fueron capturados en Cannas, incluyendo al cónsul Lucio Emilio Paulo y a ochenta senadores romanos.

## Trasfondo estratégico
Poco después del comienzo de la segunda guerra púnica, el general cartaginés Aníbal Barca había logrado llegar a Italia cruzando los Alpes durante el invierno y había vencido rápidamente a los romanos en un enfrentamiento de menor importancia, en la batalla de Tesino, y dos grandes triunfos, en la batalla del Trebia y la del Lago Trasimeno. Los romanos, tras sufrir esas pérdidas, nombraron a Quinto Fabio Máximo como dictador romano para que hiciese frente a la amenaza cartaginesa. Fabio se embarcó en una guerra de desgaste contra Aníbal, dedicándose a cortar sus líneas de suministro y rechazando el enfrentamiento en una batalla campal. Esa estrategia, que sería conocida en el futuro como las Tácticas Fabianas, resultó ser muy impopular entre los ciudadanos romanos que, una vez que comenzaron a recuperarse de las victorias cartaginesas, comenzaron también a cuestionar las tácticas de su dictador, que en parte habían permitido reagruparse al ejército cartaginés. La estrategia de Fabio era particularmente frustrante para la mayoría del pueblo romano que deseaba un rápido final de la guerra con Cartago. También se temía que, si Aníbal continuaba arrasando Italia sin oposición, los aliados itálicos comenzaran a dudar de la capacidad de Roma de protegerlos y se pasasen al bando del enemigo.
Ante esta situación política, el Senado Romano no renovó los poderes dictatoriales a la finalización del mandato, y devolvió el mando del ejército a los cónsules Cneo Servilio Gémino y Marco Atilio Régulo. En 216 a. C., las elecciones consulares finalizaron con la elección de Cayo Terencio Varrón y Lucio Emilio Paulo, que tomaron el mando del ejército que se había reclutado para enfrentarse con Aníbal. El ejército reunido superaba en tamaño a cualquier ejército anterior en la historia romana hasta esa fecha, y sobre su composición Polibio escribió lo siguiente:

El Senado determinó llevar a ocho legiones al campo de batalla, algo que Roma no había hecho antes, cada legión formada por cinco mil hombres más los aliados. (...) La mayoría de sus guerras se deciden por un cónsul y dos legiones, con su cuota de aliados; y raramente emplean las cuatro al mismo tiempo en un único servicio. Pero en esta ocasión, tan grande era la alarma y el terror de lo que podría suceder, que decidieron enviar al campo de batalla no cuatro sino ocho legiones.
Polibio

Estas ocho legiones, junto con una estimación de unos 2 400 soldados de caballería romana, formaban el núcleo de un inmenso ejército. Estando cada legión acompañada de un número igual de soldados aliados, y con una caballería aliada de unos 4 000 hombres, el ejército total que se enfrentó a Aníbal no debía estar muy por debajo de unos 90 000 hombres.

## Preludio

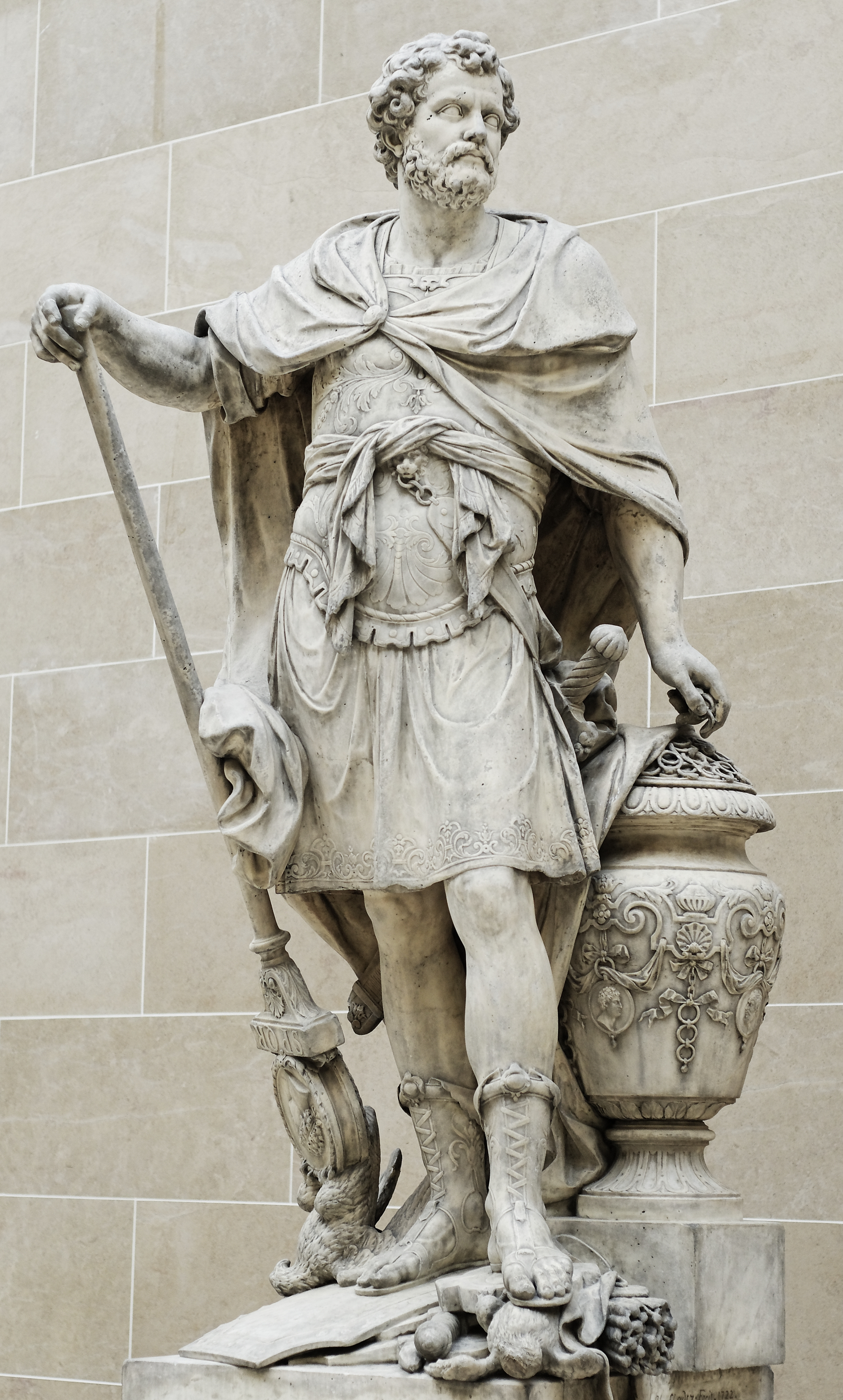
Estatua de Aníbal Barca, según representación de François Girardon en 1704, situado en el Patio Puget del Louvre. Aníbal se representa contando los anillos romanos tomados en la batalla de Cannas, el 216 a. C.

En la primavera de 216 a. C., Aníbal tomó la iniciativa asediando un gran depósito de suministros ubicado en la ciudad de Cannas, en las llanuras de Apulia. Con ello se situó estratégicamente entre los romanos y una de sus principales fuentes de suministro. Polibio comenta que la captura de Cannas «causó una gran conmoción en el ejército romano; pues no solo se trataba de la pérdida del lugar y de los almacenes, sino del hecho de que con ello se perdía todo el distrito». Los cónsules, decididos a enfrentarse a Aníbal, marcharon al sur en busca del cartaginés.
Tras dos días de marcha, se encontraron con él en la ribera izquierda del río Aufidus y acamparon a seis millas (unos 10 kilómetros) de distancia. Supuestamente, un oficial cartaginés llamado Gisgo hizo un comentario sobre el gran tamaño del ejército romano. Aníbal le contestó: «Otra cosa que se te ha pasado, Gisgo, es todavía más sorprendente: que aunque haya tantos de ellos, no hay ninguno de entre todos ellos que se llame Gisgo». El comentario de Aníbal despertó la hilaridad de sus inquietos hombres.
Normalmente, cada uno de los dos cónsules dirigiría su parte del ejército, pero, dado que los dos ejércitos estaban unidos en uno solo, la ley romana les ordenaba la alternancia diaria en el mando. Parece ser que Aníbal era conocedor de este hecho y que planeó su estrategia de acuerdo con ello.
El cónsul Varrón, que estaba al mando el primer día, es presentado por las fuentes antiguas como un hombre de naturaleza descuidada y que estaba determinado a vencer a Aníbal. Mientras que los romanos se acercaban a Cannas, una pequeña porción de las fuerzas de Aníbal emboscaron al ejército romano, y Varrón repelió con éxito el ataque continuando el viaje a Cannas. Esta victoria, aunque esencialmente se trató más de una escaramuza sin valor estratégico que de una verdadera victoria militar, disparó la confianza del ejército romano y es posible que la del propio cónsul Varrón. Paulo, sin embargo, era contrario a proceder al enfrentamiento tal y como se estaba planteando. Al contrario que Varrón, este cónsul era un hombre prudente y cauteloso, y consideraba que era estúpido luchar en campo abierto contra Aníbal, a pesar de la superioridad numérica de los romanos. Esto tenía sentido táctico, puesto que Aníbal seguía manteniendo su ventaja en el ámbito de las tropas de caballería, en donde contaba con mayor número de efectivos y de mayor calidad. Sin embargo, y a pesar de sus reticencias, Paulo tampoco consideró acertado retirar al ejército tras ese éxito inicial, y decidió ordenar acampar a dos tercios de su ejército al este del río Aufidus, enviando al resto de sus hombres a fortificar una posición en la ribera opuesta. El propósito del segundo campamento era cubrir a las partidas de forrajeadores del campamento principal y poder hostigar las del enemigo.
Los dos ejércitos permanecieron en sus localizaciones durante dos días. En el segundo de estos dos días (1 de agosto) Aníbal, conocedor de que Varrón estaría al mando al día siguiente, salió del campamento y ofreció batalla a los romanos. Paulo, sin embargo, rechazó la invitación. En ese momento Aníbal, conocedor de la importancia del agua del río Aufidus para el ejército romano, envió su caballería al campamento de menor tamaño para acosar a los soldados que salían a abastecerse de agua fuera de las fortificaciones. Según Polibio, su caballería dio vueltas sin oposición al campamento romano, creando el caos y cortando el suministro de agua.

## Batalla

### Fuerzas
Las fuerzas combinadas de los dos cónsules sumaban un total 75 000 soldados de infantería, 2400 de caballería romana y 4000 de caballería aliada, contando únicamente a la porción de tropas que se utilizó en la batalla campal. Además, en los dos campamentos fortificados había otros 2600 hombres de infantería pesada y 7400 de infantería ligera (un total de unos 10 000), por lo que la fuerza total que los romanos llevaron a la guerra equivalía a unos 91 400 hombres. En el otro bando, el ejército cartaginés estaba compuesto aproximadamente por 40 000 hombres de infantería pesada, 6000 de infantería ligera y 8000 de caballería.
El ejército cartaginés estaba compuesto por una amalgama de soldados procedentes de distintas y numerosas regiones, incluyendo mercenarios hispanos y africanos. No sabemos con certeza cuántos hombres había de cada nacionalidad, aunque sí que existen algunas estimaciones sobre el tamaño de los distintos contingentes. Contaba con unos 10 000 jinetes, entre los que se contaban unos 4000 galos al menos y varios miles de hispanos. De la infantería, unos 40 000, parte eran infantería ligera (8000 en la batalla de Trebia, puede que menos en Cannas) y, del resto, la mayoría eran galos, tropas que se habían unido ya en Italia (Aníbal no había recibido nuevos refuerzos desde Hispania o África desde el comienzo de la batalla). Es posible que hubiera entre 8000 y 10 000 libios y unos 4000 hispanos.
Según otras fuentes y estimaciones, junto con el núcleo de 8000 libios equipados con armadura romana, podrían haber luchado también 8000 hispanos, 16 000 galos (de los cuales 8000 permanecieron en el campamento el día de la batalla) y 5500 getulos. La caballería de Aníbal también tenía distintas procedencias: Había 4000 númidas, 2000 hispanos, 4000 galos y 450 libios y fenicios. Finalmente, Aníbal contaba con unos 8000 hostigadores compuestos por honderos baleares y lanceros de diversas nacionalidades. Sin embargo, todas estas cifras son aproximadas y se basan en estimaciones del ejército inicial de Aníbal, que se había ido modificando a medida que afrontaba batallas en la campaña italiana. En cualquier caso, todos estos grupos específicos aportaban sus distintas capacidades al ejército cartaginés, siendo su factor unificador la unión personal que cada grupo tenía con el líder del ejército, Aníbal.

### Equipamiento
Las fuerzas de la república utilizaban el tradicional equipamiento militar romano de la época de las guerras púnicas, incluyendo el pilum y los hastae como armas, así como los escudos, las armaduras y los cascos tradicionales. En el bando opuesto, los cartagineses utilizaban una gran variedad de equipamientos distintos. Los libios luchaban con las armaduras y el equipamiento tomados de los romanos derrotados en anteriores enfrentamientos; los guerreros hispanos luchaban con espadas diseñadas para cortar y ensartar, jabalinas y lanzas incendiarias, y se defendían con grandes escudos de forma ovalada; y los galos llevaban espadas largas y altos escudos ovalados. La caballería pesada cartaginesa llevaba dos jabalinas y una espada curva, así como una fuerte armadura. La caballería númida, más ligera, no utilizaba armadura y solo llevaba un pequeño escudo, jabalinas y una espada. Por último, los hostigadores que actuaban como infantería ligera estaban armados con hondas o con lanzas y, de estos, los honderos baleares (famosos por su puntería con esa arma) llevaban hondas cortas, medias y largas, aunque no llevaban ningún equipamiento de carácter defensivo. Los lanceros sí llevaban escudos, jabalinas, y posiblemente espada o, al menos, una lanza diseñada para ensartar a corta distancia.

### Despliegue táctico

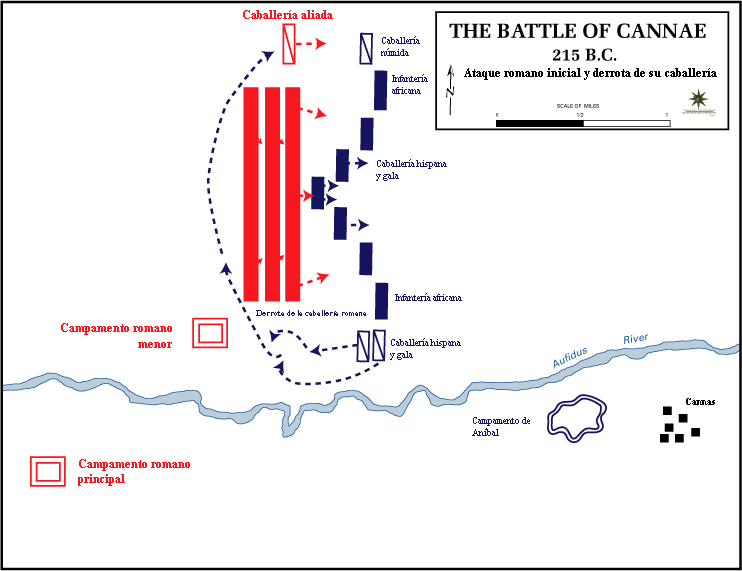
Despliegue inicial y ataque romano (en rojo).

El despliegue convencional de los ejércitos en aquella época consistía en situar a la infantería en el centro de la formación, colocando a la caballería en las dos «alas» o flancos laterales. Los romanos siguieron con este sistema de despliegue de forma muy fiel, aunque añadieron una mayor profundidad a su formación mediante la colocación de muchas cohortes, en lugar de optar por dar mayor espacio a su infantería. Posiblemente los comandantes romanos esperaban que esta concentración de fuerzas permitiese romper rápidamente el centro de la línea enemiga. Varrón sabía que la infantería romana había logrado romper el centro de la formación cartaginesa en la batalla del Trebia, y su intención era recrear esto a mayor escala.
Los princeps se colocaron inmediatamente detrás de los hastati, preparados para empujar hacia adelante en cuanto comenzara el contacto con el enemigo, y asegurando con ello que los romanos presentaran un frente sin huecos. Polibio escribió que «los manípulos estaban más cercanos los unos a los otros, los intervalos eran más cortos, y los manípulos mostraban una mayor profundidad que frente». A pesar de superar ampliamente a los cartagineses en cuanto a número de tropas, este despliegue suponía en la práctica que las líneas romanas tuvieran aproximadamente la misma longitud que la de sus oponentes.
La imagen final que ofrecía el ejército romano mantenía por tanto el estilo clásico. En líneas perpendiculares al río, los romanos presentaban dos bloques en líneas cerradas, el de la infantería ligera delante y el de la pesada detrás. A su derecha, junto al río, la caballería romana y en el flanco izquierdo la caballería compuesta por aliados de Roma.

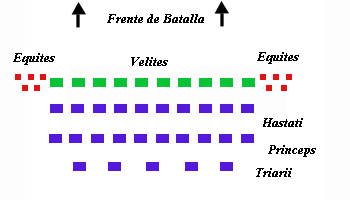
Esquema clásico de despliegue de la legión manipular.

Desde el punto de vista del cónsul Varrón, Aníbal parecía tener poco espacio para maniobrar y ninguna posibilidad de retirada, debido a su elección de desplegarse con el río Aufidus a su retaguardia. Varrón pensaba que cuando fuesen presionados por la superioridad numérica del ejército romano, los cartagineses caerían hacia el río y, sin sitio para maniobrar, cundiría el pánico. Por otro lado, Varrón había estudiado las últimas victorias de Aníbal, en las que sus victorias se habían producido en gran parte gracias a una serie de subterfugios del general cartaginés. Debido a esto, Varrón buscó una batalla en campo abierto, en el que no hubiera posibilidad de que tropas ocultas preparasen una emboscada.
Aníbal también formó su tropa en dos líneas, pero no las hizo compactas. Las desplegó con el centro apuntando ligeramente al centro romano, basándose en las cualidades particulares de lucha que cada unidad poseía, y teniendo en cuenta tanto sus fortalezas como sus debilidades para el diseño de su estrategia. Colocó a los íberos, galos y celtíberos en el centro, alternando la composición étnica de las tropas de la línea del frente. El centro de Aníbal lo componían sus tropas íberas más disciplinadas, mientras que detrás de estos se situaban los galos, con menor grado de disciplina. La infantería púnica de Aníbal se posicionó en las alas, justo en el extremo de su línea de infantería.
Se suele pensar erróneamente que las tropas africanas de Aníbal estaban armadas con picas, teoría aportada por el historiador Peter Connolly. En realidad, las tropas libias llevaban lanzas más cortas incluso que las de los triarii romanos. Su ventaja, por tanto, no eran las picas, sino la experiencia de su infantería, muy veterana tras tantas batallas, que permaneció cohesionada y atacó los flancos romanos.
Asdrúbal dirigía a la caballería íbera y celtíbera del ala izquierda del ejército cartaginés (ubicada al sur, cerca del río Aufidus). Tenía a su mando a 6500 hombres, mientras que Hannón estaba al frente de 3500 hombres de caballería númida ubicados en el ala derecha. La fuerza de Asdrúbal fue capaz de derrotar rápidamente a la caballería romana ubicada al sur, atravesar la retaguardia de la infantería y enfrentarse también a la caballería aliada romana que estaba luchando con los númidas. Las fuerzas combinadas de Asdrúbal y Hannón dispersaron a la caballería romana, lo que les permitió acosar a la infantería desde la retaguardia.
Aníbal colocó a su caballería, compuesta principalmente de caballería hispana y de caballería ligera númida, esperando que pudieran derrotar rápidamente a la caballería romana de los flancos y que girasen para atacar a la infantería desde la retaguardia, mientras ésta intentaba atravesar el centro de la formación cartaginesa. Sus veteranas tropas africanas (que además contaban con armaduras romanas ganadas en batallas anteriores) atacarían entonces desde los flancos en el momento crucial y rodearían al ejército romano.
Tras rodearlos, se produjeron una serie de factores que favorecieron la victoria cartaginesa. En primer lugar, en lugar de enfrentarse a una dura línea de triarii veteranos que normalmente se ubicaban en la retaguardia, la caballería se encontró con los hostigadores velites, que estaban en plena retirada a través de las líneas tras haber hecho su labor de hostigamiento. Esto permitió a los cartagineses acabar estratégicamente con los líderes de las centurias a la vez que creó una gran confusión entre los hastati. Esta confusión fue también alimentada por el bombardeo con proyectiles que estaba recibiendo el ejército romano: este bombardeo, si bien solo producía heridas leves, hacía que los laterales del ejército romano tratasen de refugiarse acercándose al centro de la formación, lo cual provocó una situación en la que las tropas romanas estaban demasiado cercanas las unas a las otras como para poder utilizar con efectividad sus armas, incrementando el número de bajas.
Aníbal no se sentía impedido por su posición en contra del río Aufidus. Por el contrario, supuso el factor principal de su estrategia: el río protegía sus flancos de ser superados por el ejército más numeroso de los romanos y la existencia de esa barrera natural implicaba que la única vía de retirada de los romanos era su flanco izquierdo. Además, las fuerzas cartaginesas habían maniobrado de forma que los romanos estuviesen mirando al este, con lo que no solo recibían en la cara el sol de la mañana, sino que los vientos del sudeste arrojaban tierra y polvo sobre sus caras a medida que se aproximaban al campo de batalla. Se puede decir, por tanto, que el despliegue de tropas realizado por Aníbal, basado en su percepción y entendimiento de las capacidades de sus tropas, resultó decisivo en la batalla.

### Acontecimientos
A medida que los ejércitos avanzaban uno hacia el otro, Aníbal fue extendiendo de forma gradual el centro de su línea. Tal y como describe Polibio:

Tras desplegar a su ejército al completo en una línea recta, tomó a varias compañías de celtas y de hispanos y avanzó con ellas, manteniendo al resto en contacto con estas compañías, pero quedándose atrás de forma gradual, para conseguir una formación en forma de luna creciente. La línea de compañías de flanqueo iba estrechándose cada vez más a medida que se prolongaba, siendo su objetivo utilizar a los africanos como fuerza de reserva y comenzar la lucha con los celtas y los hispanos.

Polibio describe un centro cartaginés muy débil, desplegado en curva con los romanos en el centro y las tropas africanas en los flancos y en formación diagonal. Se cree que el propósito de esta formación era unificar el impulso frontal de la infantería romana y retrasar su avance hasta que se produjesen otros acontecimientos que permitiesen a Aníbal desplegar su infantería africana de la forma más efectiva posible. En cualquier caso, algunos historiadores han tachado a este relato de fantasioso, y comentan que la curvatura del ejército cartaginés se pudo deber, o bien por la curvatura natural que se produce cuando una línea de infantería avanza, o bien a la propia reacción del ejército cartaginés al enfrentarse al choque con el pesado centro de infantería romana.
Cuando los ejércitos se encontraron, la caballería se lanzó en un fiero ataque sobre el ejército romano. Polibio nos describe la escena comentando que «cuando los caballos hispanos y celtas del ala izquierda colisionaron con la caballería romana, la lucha que se produjo fue verdaderamente barbárica». La caballería cartaginesa rápidamente venció a la inferior caballería romana del flanco derecho y les sobrepasaron. En ese momento, una porción de la caballería se dividió del ala izquierda y dio un rodeo atravesando la retaguardia romana hacia el flanco derecho, en dónde atacó a la caballería romana de ese flanco desde la retaguardia. Estos, siendo atacados desde los dos frentes, se dispersaron rápidamente ante el ataque cartaginés.

Destrucción del ejército romano.

Por otro lado, mientras que los cartagineses derrotaban a la caballería romana, los dos ejércitos principales, compuestos por la infantería de ambos bandos, avanzaron el uno contra el otro en el centro del campo de batalla. Para poder entender bien la batalla, es necesario detenerse a examinar las duras condiciones a las que estaban sometidos los soldados de infantería romanos, y que hacían que la batalla fuese especialmente difícil para ellos: A medida que los romanos avanzaban, el viento del este soplaba hacia ellos, arrojando polvo sobre sus caras y obstaculizando su visión. En este aspecto, es importante tener en cuenta que los dos ejércitos levantaban mucho polvo al desplazarse, lo que amplificaba el efecto del viento. Además del polvo, otro factor importante de la batalla fue la falta de sueño de las tropas: debido a la distancia entre los campamentos y el campo de batalla, es muy posible que ambos ejércitos se hubiesen visto obligados a dormir muy poco tiempo. En particular, los romanos sufrían la falta de una buena hidratación previa a la batalla, causada por el ataque de Aníbal a su campamento el día anterior que les había impedido suministrarse del río. Por último, la masiva cantidad de tropas suponía un tremendo estruendo de fondo, lo cual era psicológicamente muy duro para los hombres de la formación.
Los cartagineses dispusieron una línea con unos 800 honderos baleares para intentar frenar el avance de las tropas romanas, pero no tuvo éxito. Cuando ambos ejércitos estaban uno en frente de otro se inició una auténtica lluvia de lanzas entre los hostigadores. Tras ese inicio comenzó la batalla cuerpo a cuerpo.
Aníbal se colocó junto con sus hombres en el débil centro de la formación, y les hizo desplazarse en una retirada controlada. Conociendo la superioridad de la infantería romana, Aníbal dio instrucciones para esta retirada, creando un semicírculo cada vez más estrecho que iba rodeando a las fuerzas romanas. Los romanos empujaron en su ataque y el centro de Aníbal cedió terreno, curvándose hacia atrás, ocupando el centro romano el espacio desalojado por el centro cartaginés. Con ese movimiento, Aníbal convirtió la fuerza de la infantería romana en una debilidad: A medida que las tropas avanzaban, el grupo de tropas romanas comenzaban a perder cohesión debido a que los soldados comenzaban a empujar los unos contra los otros hasta que llegaron a situarse tan próximos los unos a los otros que no tenían espacio ni para maniobrar con sus armas. Además, en su intento de romper cuanto antes la línea de tropas gálicas e hispanas, los romanos habían ignorado (puede que también debido al polvo) a las tropas africanas que se habían colocado sin oposición en los extremos de la formación cartaginesa. La caballería cartaginesa, por su parte, ya había conseguido eliminar a la caballería romana de los dos flancos, y cargó contra el centro de la formación romana desde la retaguardia.
El ejército romano, con sus flancos eliminados, formó una cuña que iba introduciéndose cada vez más dentro del semicírculo cartaginés, metiéndose de lleno en una ubicación en la que la infantería africana controlaba ambos flancos. En este momento, Aníbal ordenó atacar a su infantería africana, rodeando por completo a los romanos en lo que se convertiría en uno de los primeros ejemplos bélicos conocidos del movimiento de tenaza: otro ejemplo notable anterior a este fue la batalla de Maratón.
Cuando la caballería cartaginesa atacó a los romanos por la retaguardia y las tropas africanas asaltaron la formación desde las alas, el avance de la infantería romana quedó detenido bruscamente. Los romanos estaban atrapados, y sin vía de escape. Polibio comenta que, «a medida que las tropas del exterior eran masacradas, los supervivientes se veían forzados a retirarse hacia el centro y agruparse más, hasta que finalmente todos murieron en el lugar en el que se encontraban».
Los legionarios estaban aterrorizados. No podían ni siquiera alzar los escudos para defenderse, ni podían desenvainar sus espadas. En ese momento, la falange ibera avanzó hacia el cerco para atacar por los flancos a los romanos. Los iberos que habían retrocedido, gracias a sus cortas pero mortales espadas hicieron una masacre entre las filas enemigas. Tras esta batalla los romanos, impresionados por la eficacia de la espada ibera, adoptarían una similar para sus tropas (el conocido como gladius hispaniensis).
Aníbal, viendo que su plan estaba resultando en una victoria casi total y necesitando todavía consolidar sus logros, y tomar únicamente a aquellos prisioneros que estuviesen dispuestos a cambiar de bando en la guerra, ordenó a sus hombres que mutilasen rápidamente a los enemigos supervivientes. Más adelante, cuando ya no había soldados romanos con capacidad de resistencia al enemigo, procederían a masacrar a los romanos sin obstrucción alguna.
Tito Livio describe lo siguiente:

Había tantos miles de romanos yaciendo (...) Algunos, con sus heridas, agravadas por el frío de la mañana, se levantaban, y a medida que se levantaban cubiertos de sangre de entre la masa de masacrados, eran sobrepasados por el enemigo. Otros fueron encontrados con sus cabezas enterradas en la tierra, en agujeros que habían excavado; habiendo con ello, parece, creado sus propias tumbas, en las que se habían asfixiado ellos mismos.

Fueron masacrados casi seiscientos legionarios por minuto hasta que la oscuridad trajo su fin al derramamiento de sangre. Solo 14 000 hombres lograron escapar, la mayoría de los cuales habían logrado abrir una vía de escape hacia la cercana ciudad de Canusio. Al final del día, de las tropas iniciales romanas compuestas por 90.000 hombres, solo habían sobrevivido alrededor de 15.000 hombres.

### Bajas

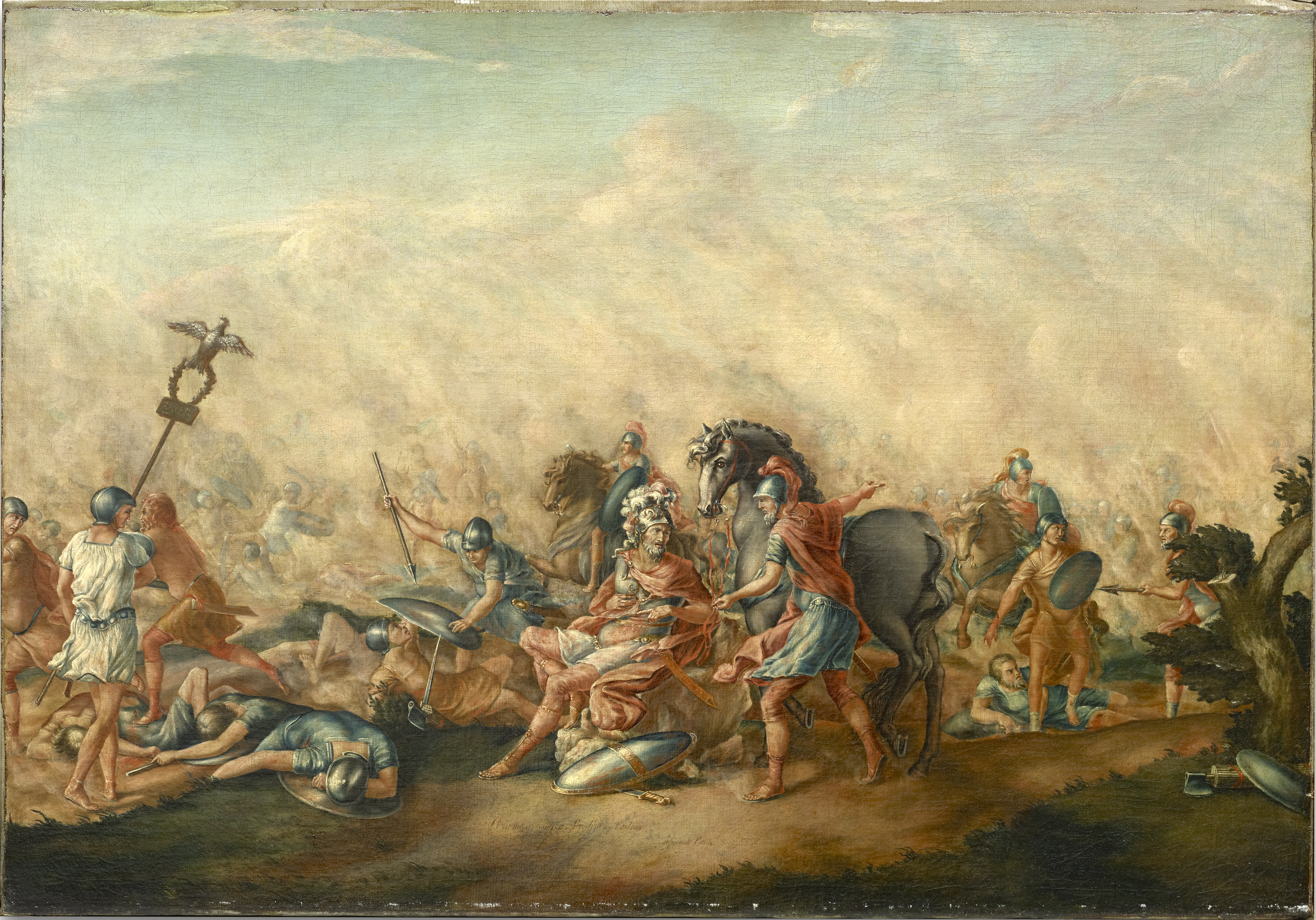
La muerte de Lucio Emilio Paulo en Cannas, según un cuadro de John Trumbull (1773).

Aunque la cifra exacta de bajas probablemente nunca llegue a conocerse, Tito Livio y Polibio nos ofrecen unas cifras según las cuales murieron entre 50 000 y 70 000 romanos y unos 5 000 fueron hechos prisioneros. Entre los muertos, se encontraba el propio Lucio Emilio Paulo, así como los procónsules (excónsules Cneo Servilio Gémino y Marco Atilio Régulo), dos cuestores, veintinueve de los cuarenta y ocho tribunos militares (algunos con rango consular, como el antiguo Magister Equitum, Marco Minucio Rufo) y unos ochenta senadores u hombres con derecho a ser elegidos como tales por los cargos que antes habían desempeñado (en una época en la que el Senado romano estaba compuesto tan solo por unos 300 hombres, por lo que la cifra constituye entre un 25 y un 30 % del total). Otros 8 000 hombres de los dos campamentos romanos y de los poblados vecinos se rindieron al día siguiente (después de que la resistencia se cobrara todavía más víctimas, aproximadamente 2 000).
Finalmente, puede que más de 75 000 romanos de una fuerza original de 90.000 resultasen muertos o capturados, totalizando más del 85 % del ejército total. De los que participaron en la batalla, puede que el 95 % de los romanos y aliados muriesen o fueran capturados.
Se perdieron más vidas romanas en Cannas que en cualquier otra batalla posterior, exceptuando quizás la batalla de Arausio del año 105 a. C. Además, Cannas es la segunda batalla con mayor porcentaje de bajas de toda la historia de Roma, tan solo por detrás de la batalla del bosque de Teutoburgo (año 9 d. C.).
Por su parte, los cartagineses sufrieron 16 700 bajas, la mayoría de ellas de celtíberos e íberos. De estas, 6 000 fueron mortales: 4 000 celtíberos, 1 500 íberos y africanos y el resto, de caballería.
La cifra total de bajas en la batalla, por tanto, excede de 80 000 hombres. En la época en que se produjo, Cannas posiblemente fue la segunda batalla con más bajas de la historia conocida, por detrás de la batalla de Platea (comparándola con las cifras que sobre la batalla de Platea ofrece Heródoto y que son consideradas exageradas por muchos historiadores modernos), si bien en Platea la mayoría de las bajas no se produjeron en el transcurso de la propia batalla, sino que ocurrieron en la persecución del ejército persa tras su derrota. Hasta las invasiones mongolas, 1500 años después, la batalla de Cannas estuvo entre las diez batallas más costosas en término de vidas humanas de la historia, e incluso hoy en día todavía permanece dentro de las cincuenta batallas más letales de la historia.

## Eventos posteriores
Para más información, véase el artículo segunda guerra púnica.

Nunca antes, estando la ciudad todavía a salvo, se había producido tal grado de excitación y pánico dentro de sus murallas. No intentaré describirlo, ni debilitaré la realidad entrando en detalles. (...) Pues según los informes dos ejércitos consulares y dos cónsules se habían perdido; no existía ya ningún campamento romano, ningún general, ningún soldado; Apulia, Samnio, casi toda Italia estaba a los pies de Aníbal. Con seguridad no hay otra nación que no hubiera sucumbido bajo el peso de tal calamidad.
Tito Livio comentando la reacción del Senado tras la derrota

Durante un cierto periodo de tiempo, los romanos se encontraron completamente expuestos y desorganizados. Los mejores ejércitos de la península habían sido destruidos, los pocos supervivientes estaban absolutamente desmoralizados y el único cónsul con vida (Varrón), completamente desacreditado. Fue una completa catástrofe para los romanos. La ciudad de Roma declaró un día entero de luto nacional, puesto que no había un solo habitante en Roma que no estuviese emparentado o conociese a alguna de las personas que habían muerto en la batalla. Los romanos se encontraron en tal estado de desesperación que llegaron a recurrir al sacrificio humano, hasta el punto de que existen datos sobre enterramientos de personas vivas en el foro romano hasta en dos ocasiones y del abandono de un bebé en el mar Adriático por haber nacido con un tamaño desproporcionado (lo cual supone posiblemente el último caso registrado de sacrificios humanos llevados a cabo por los romanos, salvando las ejecuciones públicas de enemigos derrotados cuyas muertes se dedicaban al dios Marte).
Lucio Cecilio Metelo, un tribuno militar, se dice que llegó a tal estado de desesperación en los días que siguieron a la batalla de Cannas que llegó a sugerir que todo estaba perdido para la causa romana, e hizo una llamada para que los otros tribunos navegasen con él para ofrecer sus servicios como mercenarios a algún príncipe extranjero. Posteriormente fue obligado a hacer un juramento de lealtad a Roma hasta el fin de sus días. En cuanto a los supervivientes del desastre de Cannas, fueron reconstituidos en dos legiones que acabaron la campaña de ese año en Campania bajo mando de Marco Claudio Marcelo, y al inicio del siguiente consulado, fueron asignados a Sicilia como castigo por su humillante deserción en el campo de batalla, donde permanecerían hasta que en el año 204 a. C., Escipión Africano los llevó a África para en una campaña de dos años, acabar con la guerra.
El prestigio de Roma, además de su poder militar, se vio seriamente dañado. La aristocracia romana solía llevar un anillo de oro que atestiguaba su pertenencia a las clases altas, y Aníbal, tras la batalla, hizo que sus hombres recogieran más de 200 anillos de los cuerpos del campo de batalla, enviando su colección a Cartago como muestra de su victoria. La colección fue puesta a los pies del Senado cartaginés, que juzgó que era de «tres medidas y media».
Aníbal, tras apuntarse una nueva gran victoria (tras la batalla del Trebia y la batalla del Lago Trasimeno), había derrotado en total a un equivalente a ocho ejércitos consulares. En tan solo tres temporadas de campaña, Roma había perdido a un quinto de la población total de ciudadanos mayores de diecisiete años (cerca del doce por ciento de su población activa). Además, el efecto desmoralizador de su victoria fue tal que la mayor parte del sur de Italia se unió a la causa de Aníbal. Tras la batalla de Cannas, las ciudades italiotas del sur de Italia, entre las que se encontraban Arpi, Salapia, Herdonia, Uzentum y los centros de Capua y Tarento (dos de las mayores ciudades Estado helenísticas de Italia) revocaron su alianza con Roma y juraron lealtad a Aníbal. Polibio comenta:

Cuán seria fue la derrota de Cannas, que aquellos que la precedieron lo pudieron ver en el comportamiento de los aliados de Roma; antes del señalado día, su lealtad permaneció imperturbable, y ahora comenzaba a flaquear por la simple razón de que perdieron la esperanza en el poder de Roma.

Durante ese mismo año, las ciudades griegas en Sicilia fueron incitadas a rebelarse contra el control político de Roma, mientras que el rey macedonio Filipo V declaró su lealtad a Aníbal, iniciando con ello la primera guerra macedónica contra Roma. Aníbal también acordó una alianza con el rey Hierónimo de Siracusa, el único monarca independiente que quedaba en Sicilia.
Tras la batalla, Maharbal, el comandante de la caballería númida, urgió a Aníbal para aprovechar la oportunidad de marchar inmediatamente contra la ciudad de Roma. Se dice que cuando Aníbal rechazó esa vía de actuación Maharbal exclamó: «Verdaderamente, los dioses no han querido dar todas las virtudes a la misma persona. Sabes sin duda, Aníbal, cómo vencer, pero no sabes cómo hacer uso de tu victoria». Sin embargo, Aníbal tenía buenos motivos para juzgar de forma distinta la situación estratégica tras la batalla: Tal y como apunta el historiador Hans Delbrück, debido al gran número de víctimas mortales y heridos entre sus filas, el ejército púnico no estaba en condiciones de realizar un asalto frontal contra Roma. Una marcha contra la ciudad del Tíber habría sido una demostración inútil que habría acabado con el efecto psicológico que la batalla de Cannas había tenido entre los aliados romanos. Incluso si su ejército se encontrase en perfectas condiciones, un asedio de la ciudad de Roma habría obligado a Aníbal a subyugar una considerable zona de Italia para asegurar sus suministros y cortar los del enemigo. Además, a pesar de las tremendas pérdidas sufridas en Cannas y a la deserción de parte de sus aliados, Roma todavía tenía abundantes recursos como para enfrentarse a Aníbal si este tomaba esa decisión, al igual que era capaz de mantener al mismo tiempo fuerzas militares de una magnitud considerable en Iberia, Sicilia, Sardinia y otras provincias, a pesar de la presencia cartaginesa en Italia. La conducta de Aníbal tras las batallas del Lago Trasimeno y de Cannas, así como el hecho de que atacase Roma por primera vez solo cinco años después (en 211 a. C.) sugieren que su objetivo estratégico no era la destrucción de su enemigo, sino acabar con la moral romana mediante una serie de carnicerías en el campo de batalla, y forzarles a firmar un acuerdo de paz mediante la neutralización de sus aliados.
Por lo tanto, inmediatamente después de Cannas, Aníbal envió una delegación liderada por Cartalón para negociar un tratado de paz con el Senado. Sin embargo, y a pesar de las múltiples catástrofes que Roma había sufrido, el Senado romano se negó a parlamentar. Por el contrario, redoblaron sus esfuerzos militares mediante la movilización de toda la población masculina y el reclutamiento de nuevas legiones a partir de los ciudadanos sin propiedades e incluso esclavos. Tan duras fueron las medidas adoptadas que se prohibió pronunciar la palabra «paz», y el luto se limitó a tan solo treinta días, estando las lágrimas en público permitidas únicamente a las mujeres. Los romanos, tras experimentar esta derrota catastrófica y perder otras batallas frente a Aníbal, habían aprendido la lección: durante el resto de la guerra en Italia no volverían a enfrentarse a Aníbal en batallas campales, sino que volverían a retomar las Tácticas Fabianas que Quinto Fabio Máximo les había enseñado y que resultaron ser la única forma posible de hacer que Aníbal abandonase Italia.
A la larga, Roma tendría su venganza. Una flota romana transportó al ejército hasta el continente africano y, en la batalla de Zama, el general Escipión el Africano lograría derrotar a Aníbal, marcando el final de la segunda guerra púnica.

## Importancia histórica

### Efectos en la doctrina militar romana

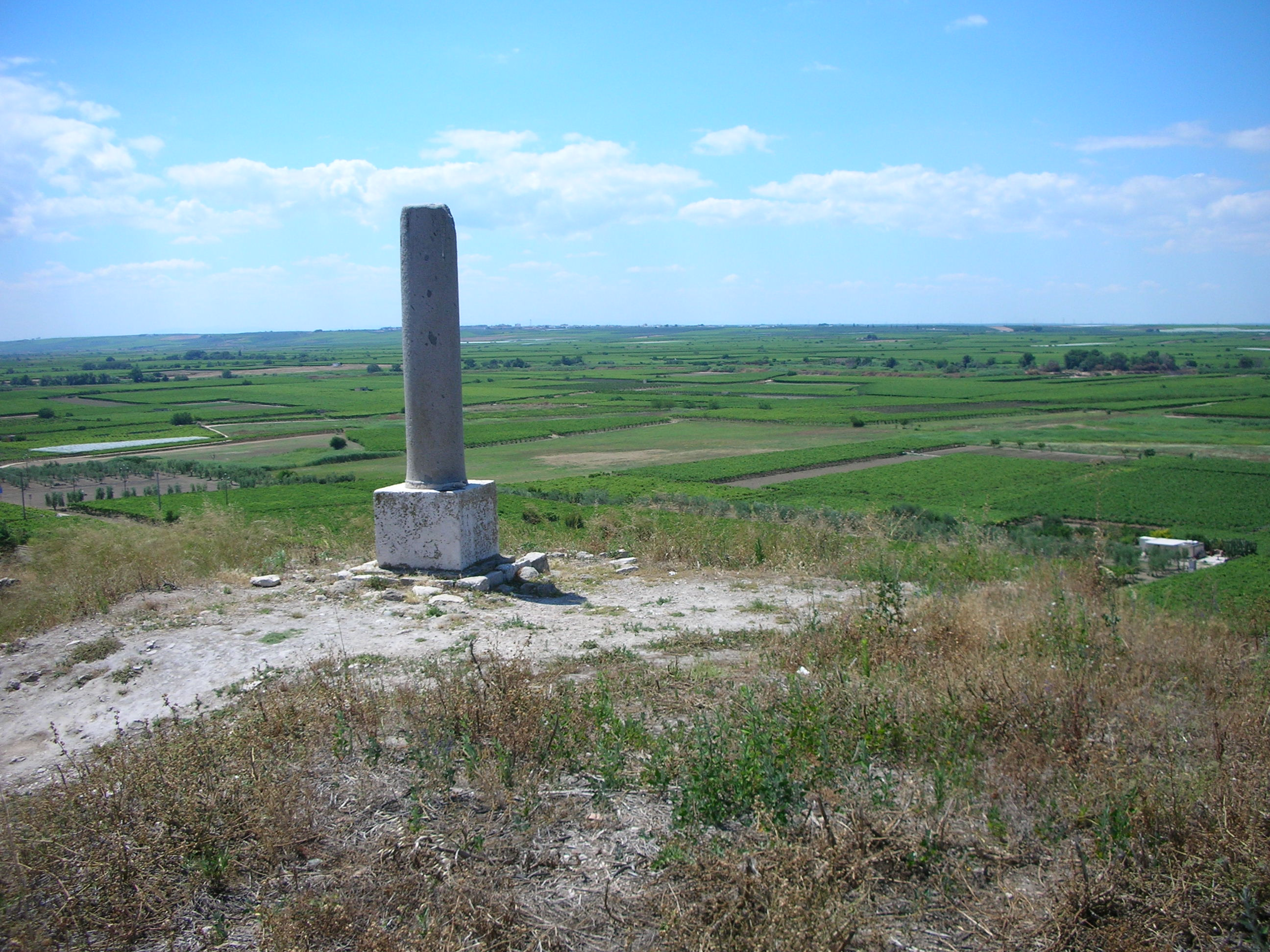
Monumento moderno ubicado en el lugar en que se libró la batalla de Cannas.

La batalla de Cannas tuvo una gran importancia en la historia de la estructura del ejército romano y en la organización táctica del ejército republicano. Durante la batalla, los romanos asumieron una formación clásica muy parecida a la de la falange griega, lo que facilitó su derrota en la trampa diseñada por Aníbal. Dada su incapacidad de maniobrar de forma independiente al grupo principal del ejército, los romanos no pudieron responder a la maniobra envolvente de la caballería cartaginesa. Además, las estrictas normas aplicadas por el Senado romano requerían que el alto mando del ejército alternase entre los dos cónsules electos, lo cual restringía la consistencia estratégica del ejército combinado. En los años que siguieron a Cannas, se fueron introduciendo una serie de reformas para paliar estas deficiencias.
En primer lugar, los romanos articularon la falange, luego la dividieron en columnas, y finalmente la separaron en un gran número de pequeños grupos tácticos que eran capaces tanto de cerrarse todos juntos en una unión compacta e impenetrable, como de cambiar el esquema con una gran flexibilidad, separándose y girándose en una u otra dirección. Por ejemplo, en la batalla de Ilipa o en la de Zama, los princeps formaron mucho más atrás de la línea de los hastati, en un despliegue que les permitiría un mayor grado de movilidad y maniobrabilidad. Todos estos cambios culminarían con la transición del tradicional sistema manipular al nuevo sistema de cohortes implementado por Cayo Mario en las denominadas reformas de Mario.
En segundo lugar, la batalla de Cannas sirvió como lección de que era necesario recuperar un mando unificado del ejército. Tras varios experimentos políticos, Escipión el Africano fue nombrado comandante en jefe de los ejércitos romanos en África, y se le aseguró el cargo por toda la duración de la guerra. Este nombramiento pudo haber violado las leyes constitucionales de la República pero, tal y como apuntó Hans Delbrück, «comenzó una transformación interna que incrementó su potencial militar enormemente» mientras que de alguna forma comenzaba el declive de las instituciones políticas republicanas.
Además, la batalla dejó expuestos los límites del ejército basado en una milicia de ciudadanos. Tras la debacle de Cannas, el ejército fue evolucionando gradualmente para terminar convirtiéndose en una fuerza profesional: el núcleo del ejército de Escipión que luchó en la batalla de Zama estaba compuesto por veteranos que se habían enfrentado a los cartagineses en Hispania durante casi dieciséis años, durante los cuales se había ido moldeando para crear una gran fuerza militar.

### Importancia en la historia militar
La batalla de Cannas tiene gran importancia en la historia militar tanto por las tácticas implementadas por Aníbal como por su importancia en la historia militar de la antigua Roma. La batalla supuso la derrota más grave de la República de Roma hasta la batalla de Arausio y, en sí misma, adquirió una significativa reputación dentro del campo de la historia militar. Sobre el particular, el historiador Theodore Ayrault Dodge escribió lo siguiente:

Pocas batallas de la antigüedad están tan marcadas por la habilidad como la batalla de Cannas. La posición era tal que daba toda la ventaja al bando de Aníbal. La forma en la que la imperfecta infantería hispana y gala fue avanzada en una formación diagonal, mantuvo su posición y luego se fue retirando paso a paso, hasta que llegó a la posición inversa, es una simple obra maestra de las tácticas de batalla. El avance de la infantería africana en el momento adecuado, y su giro a izquierda y derecha sobre los flancos de los desordenados y hacinados legionarios está más allá de todo elogio. La batalla en sí misma, desde el punto de vista del bando cartaginés, es una obra de arte, no habiendo ningún ejemplo superior, y pocos iguales, en historia militar.
Theodore Ayrault Dodge

El historiador estadounidense Will Durant, por su parte, comentó que «fue un ejemplo supremo de mando, nunca mejorado en la historia (...) y marcó las líneas de las tácticas militares durante 2000 años».
El movimiento envolvente de Aníbal en la batalla de Cannas a menudo es visto como uno de los más grandes movimientos de batalla de la historia, y es citado como el uso con mayor éxito del movimiento de tenaza en la historia occidental que haya sido registrado con detalle.

### El «modelo de Cannas»
Además de ser una de las mayores derrotas infligidas a los ejércitos de Roma, la batalla de Cannas representa el arquetipo de batalla de aniquilación, estrategia que raramente se ha implementado con éxito en la historia moderna. Dwight D. Eisenhower, Comandante Supremo de la Fuerza Expedicionaria Aliada en la Segunda Guerra Mundial, escribió: «Todo comandante busca la batalla de aniquilación; hasta dónde las condiciones lo permiten, intenta duplicar en la guerra moderna el clásico ejemplo de Cannas». La victoria total de Aníbal convirtió al nombre de Cannas en un sinónimo de éxito militar, y se estudia al detalle en la actualidad en varias academias militares de todo el mundo.
La noción de que un ejército entero pudiera ser rodeado y aniquilado de un solo golpe fascinaría durante siglos a los generales occidentales, que intentaron emular el paradigma táctico del movimiento envolvente para recrear su propio «Cannas». Por ejemplo, Norman Schwarzkopf, comandante de las fuerzas de la coalición internacional en la guerra del Golfo, estudió la batalla de Cannas y aplicó, en su exitosa campaña de tierra contra las fuerzas iraquíes, los principios utilizados por Aníbal.
Cuando los miembros del Estado Mayor alemán, antes de la Primera Guerra Mundial, examinaban a los aspirantes a pertenecer a esta élite y les ponían para resolver un problema de táctica, cuando veían cómo lo resolvía el alumno, exclamaban invariablemente defraudados: «¡Otra vez Cannas!».
El estudio que Hans Delbrück hizo de la batalla tuvo una profunda influencia en los teóricos alemanes y, en particular, de Alfred Graf von Schlieffen, militar y mariscal alemán, quien desarrolló el denominado Plan Schlieffen, que estaba inspirado en la maniobra militar de Aníbal. A través de sus escritos, Schlieffen escribió que el «modelo de Cannas» seguiría siendo aplicable a la guerra de maniobras a lo largo del siglo XX:

Una batalla de aniquilación puede llevarse a cabo hoy en día de acuerdo al mismo plan desarrollado por Aníbal en tiempos ya olvidados. El frente enemigo no es el objetivo del ataque principal. La masa principal de las tropas y de las reservas no deberían concentrarse contra el frente enemigo; lo esencial es que los flancos sean aplastados. Las alas no deben buscar los puntos más avanzados del frente, sino que en su lugar deben abarcar toda la profundidad y extensión de la formación enemiga. La aniquilación se completa a través de un ataque contra la retaguardia enemiga (...) Conseguir una victoria decisiva y aniquiladora requiere un ataque contra el frente y contra uno o los dos flancos (...).
Alfred Graf von Schlieffen